# Саарбург
Саарбург (нем. Saarburg) — город в Германии, в земле Рейнланд-Пфальц. 
Входит в состав района Трир-Саарбург. Подчиняется управлению Саарбург.  Население составляет 6445 человек (на 31 декабря 2010 года). Занимает площадь 20,36 км². Официальный код  —  07 2 35 118.
Город подразделяется на 4 городских района.

## Фотографии

Крепость Саарбург
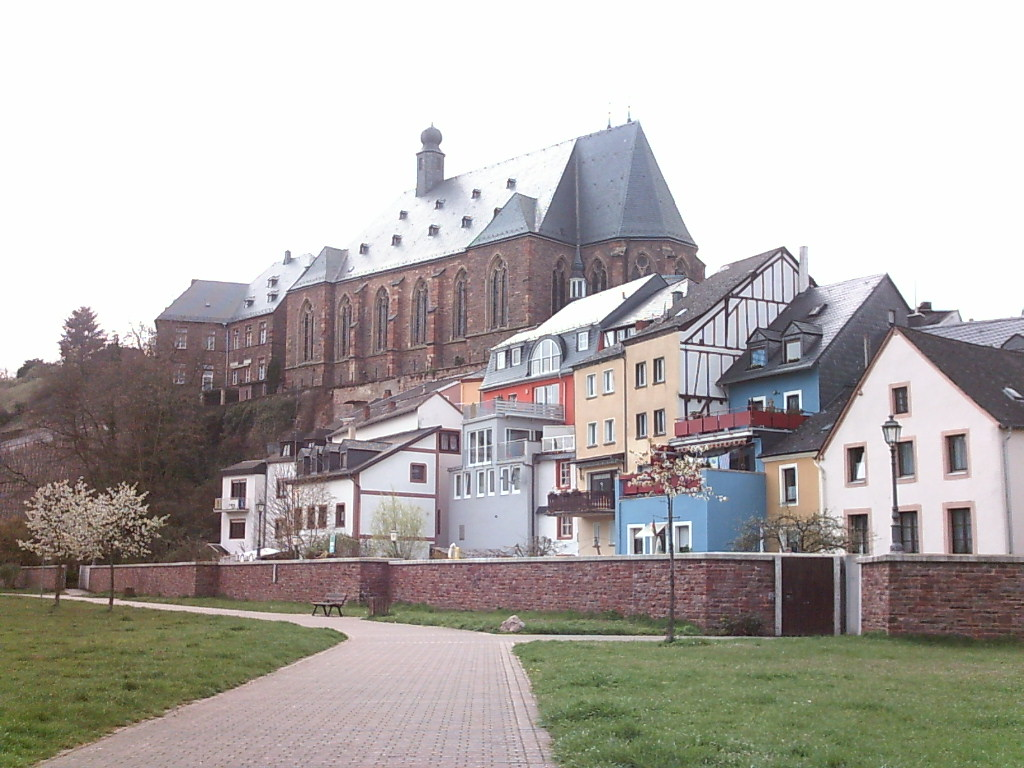
Город и Церковь
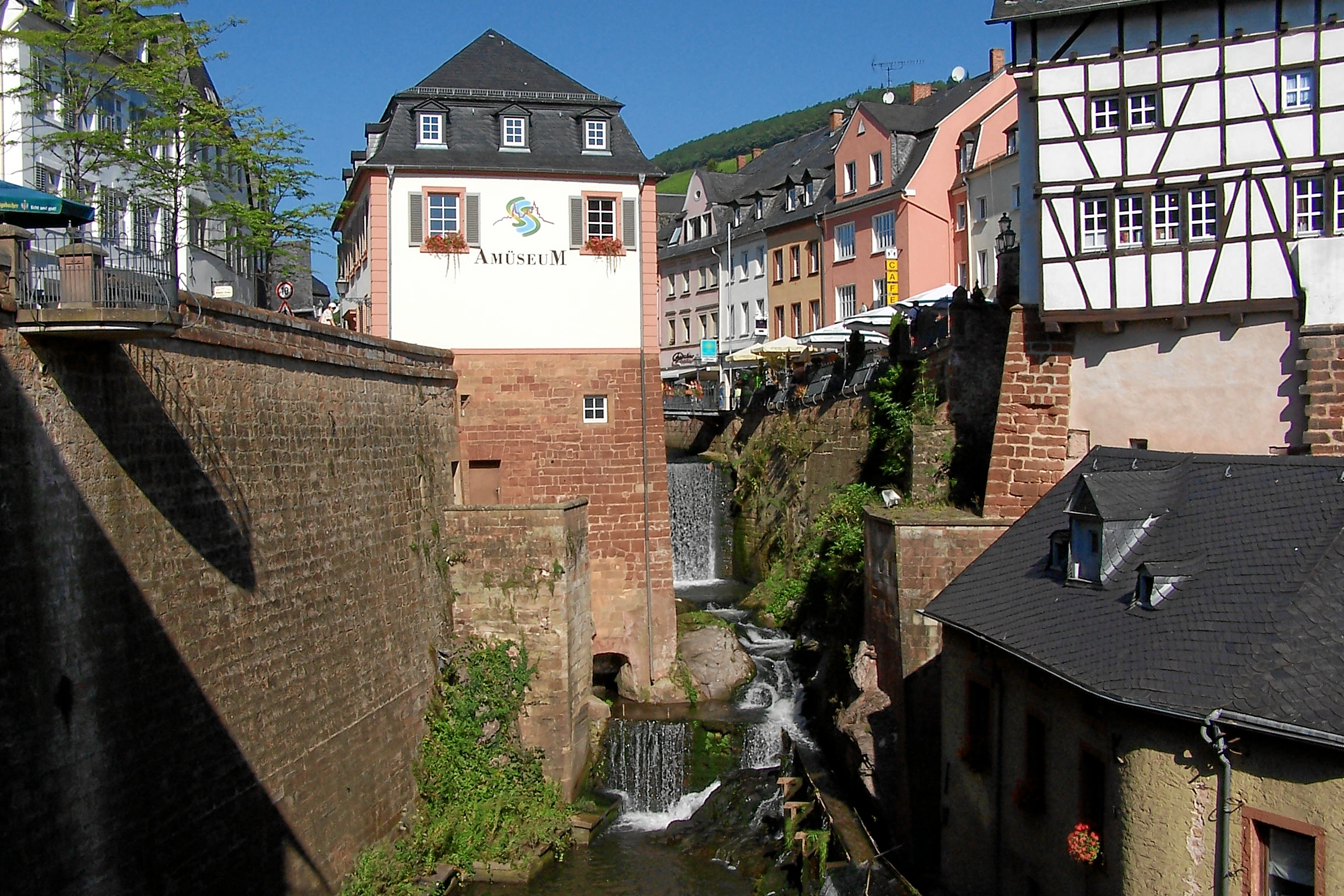
Водопад в центре города
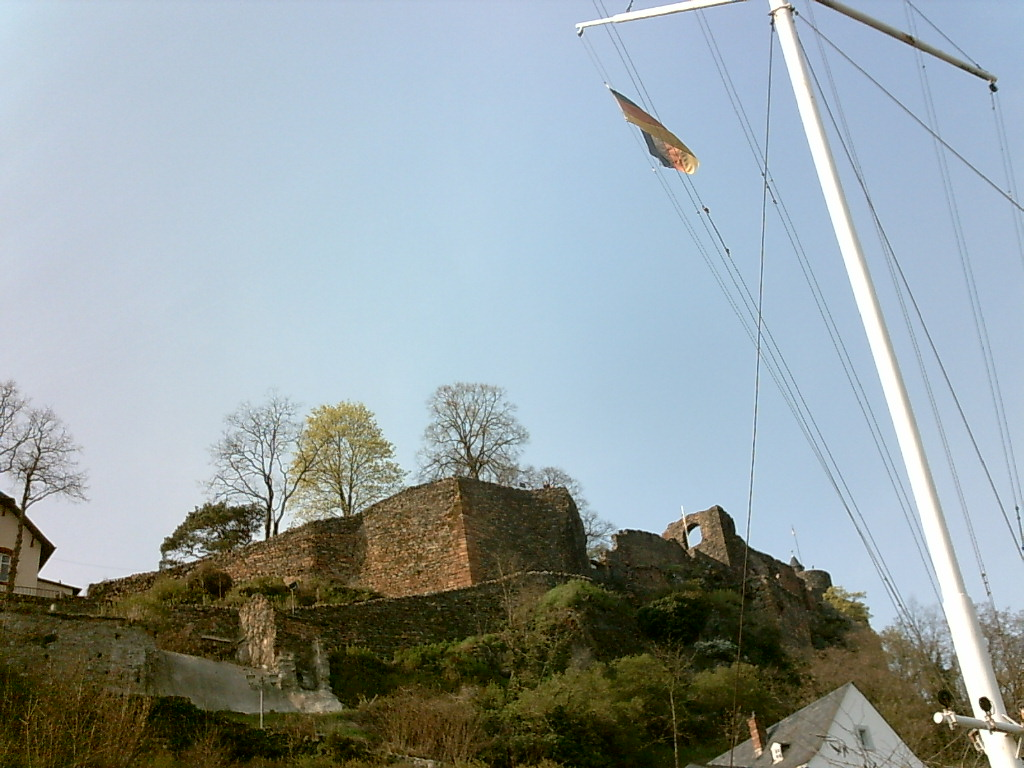
Руины крепости
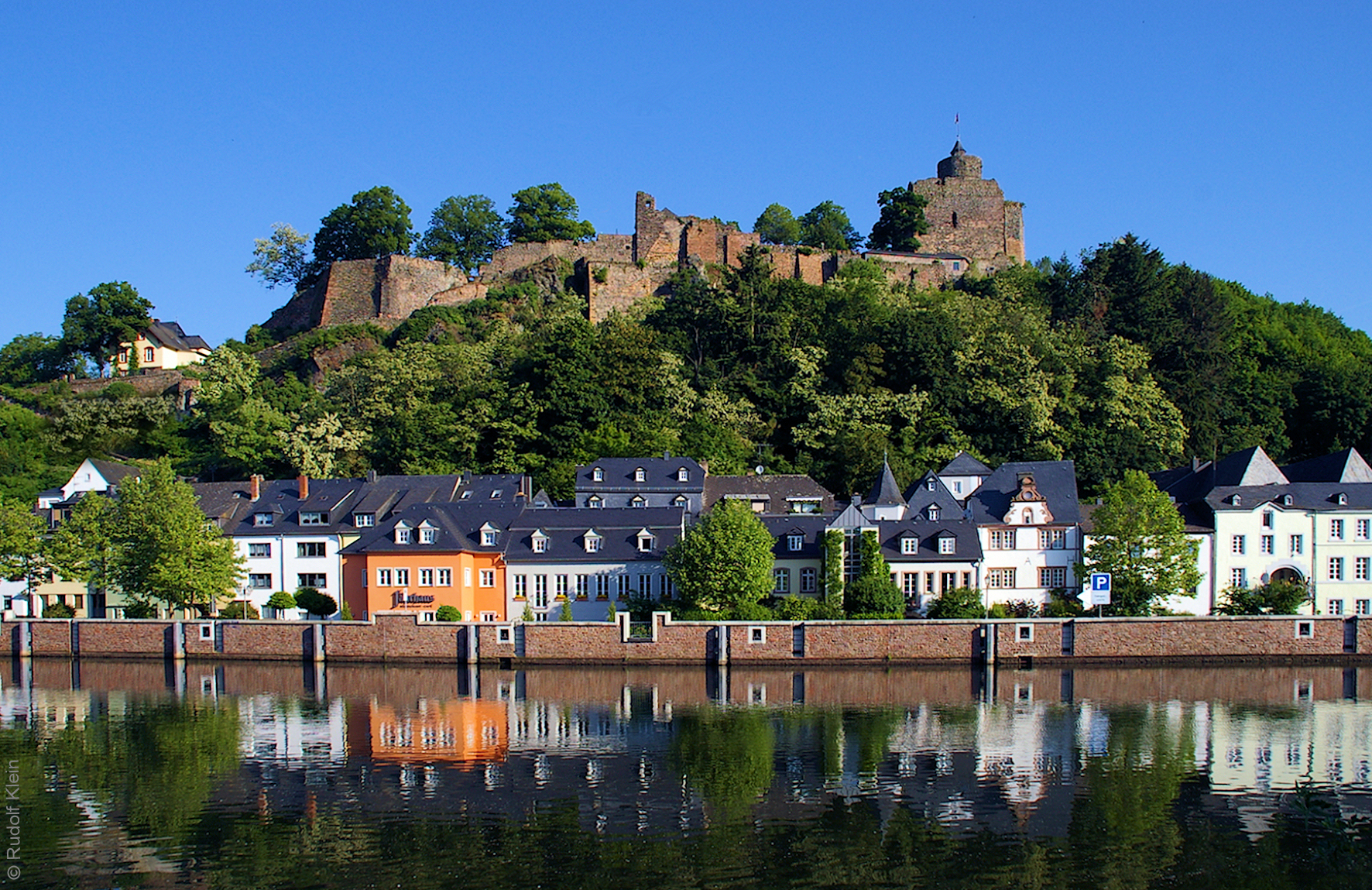
Крепостное сооружение
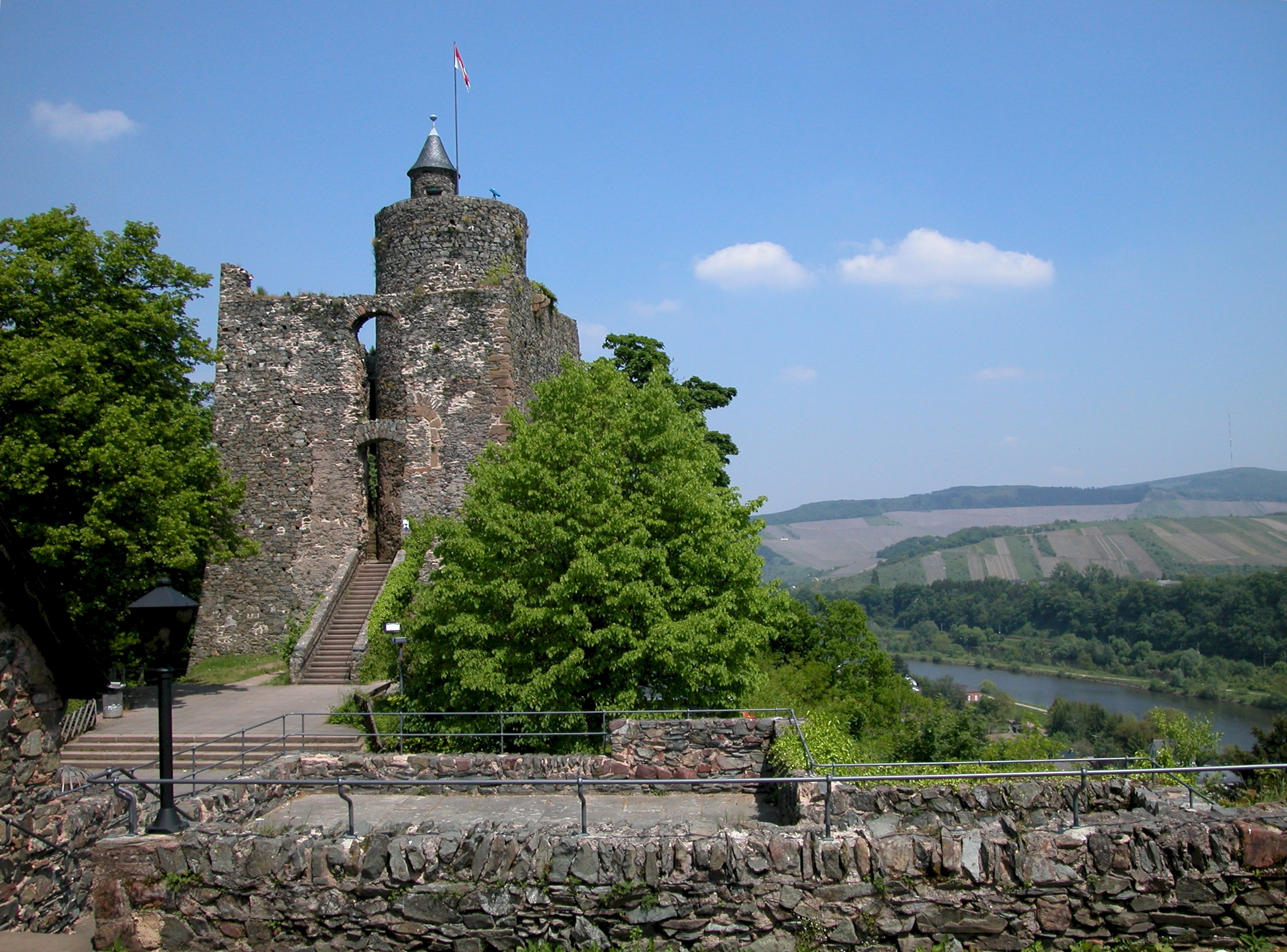
Крепостные руины (964 г.)
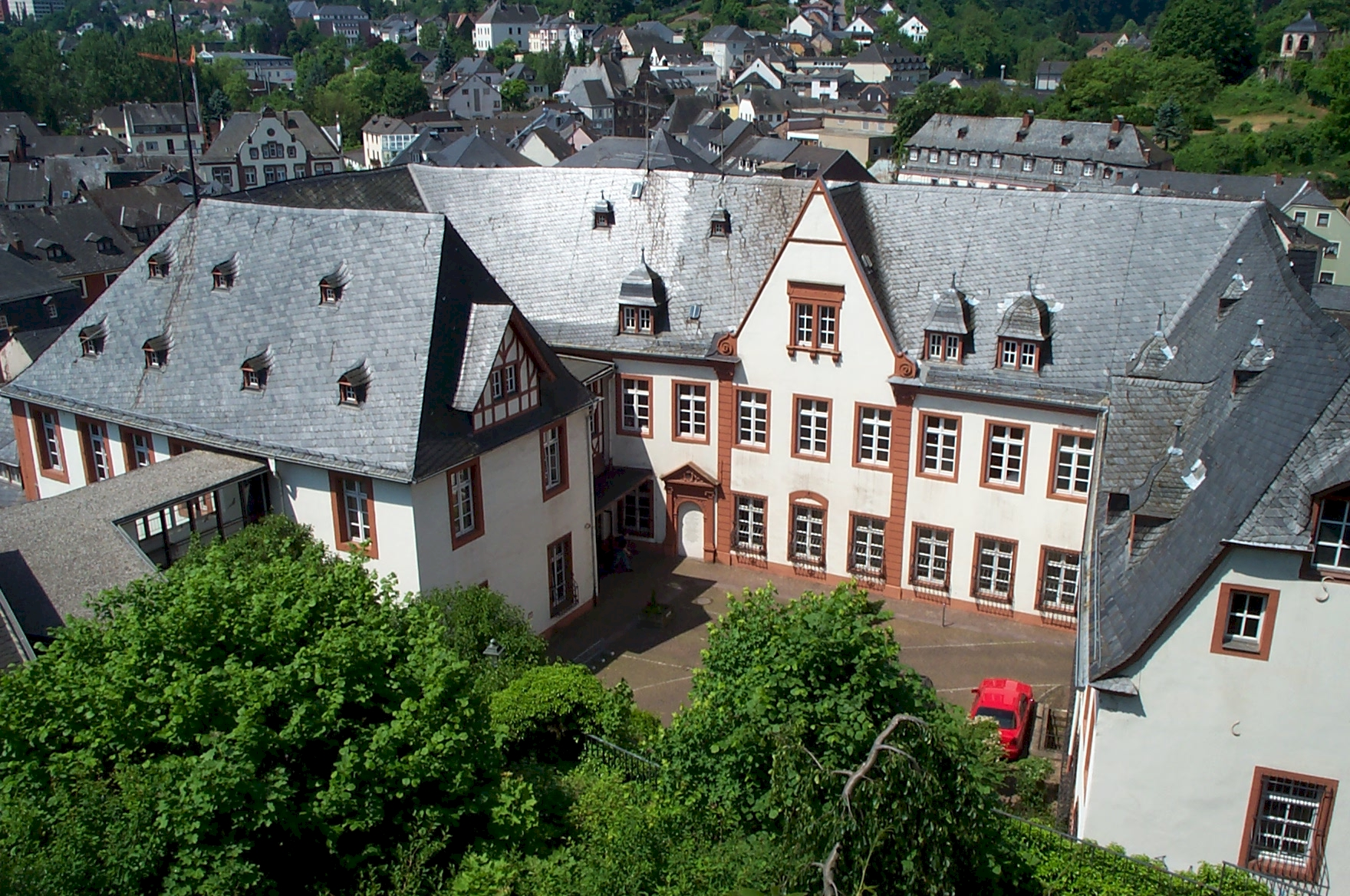
Дом "Варсберг"
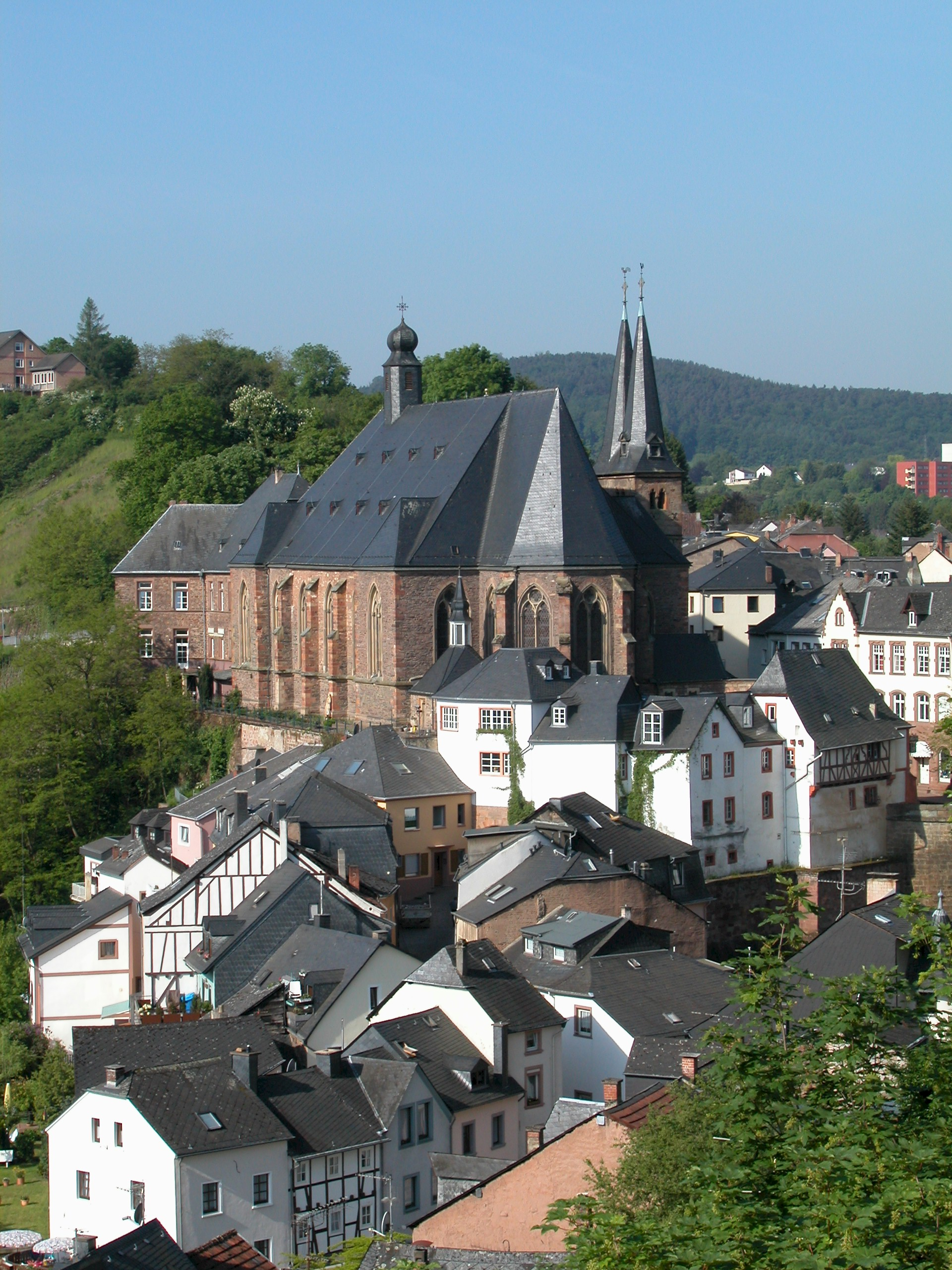
Католическая церковь св. Лаврентия
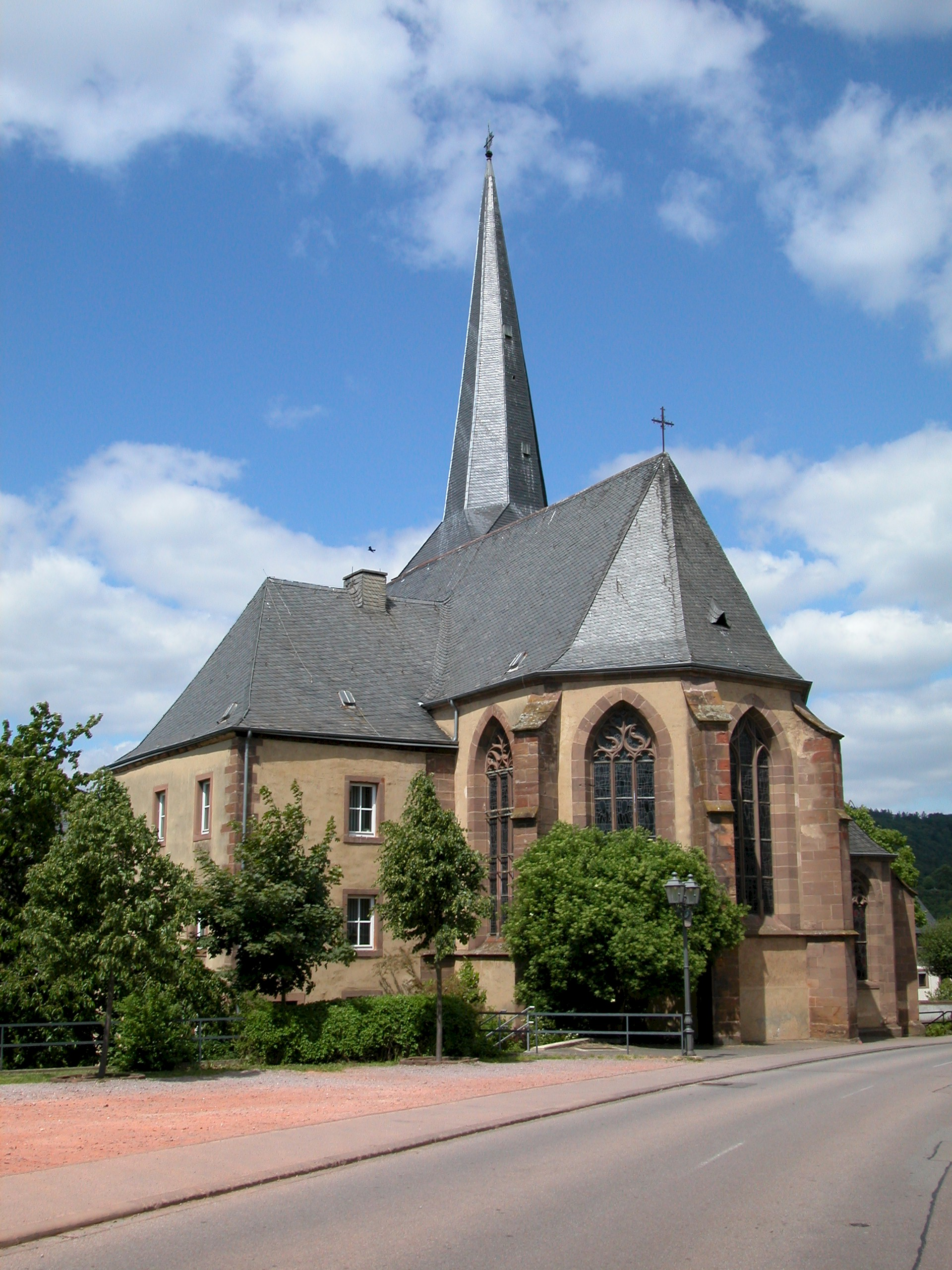
Католическая церковь св. Мариен Бойриг
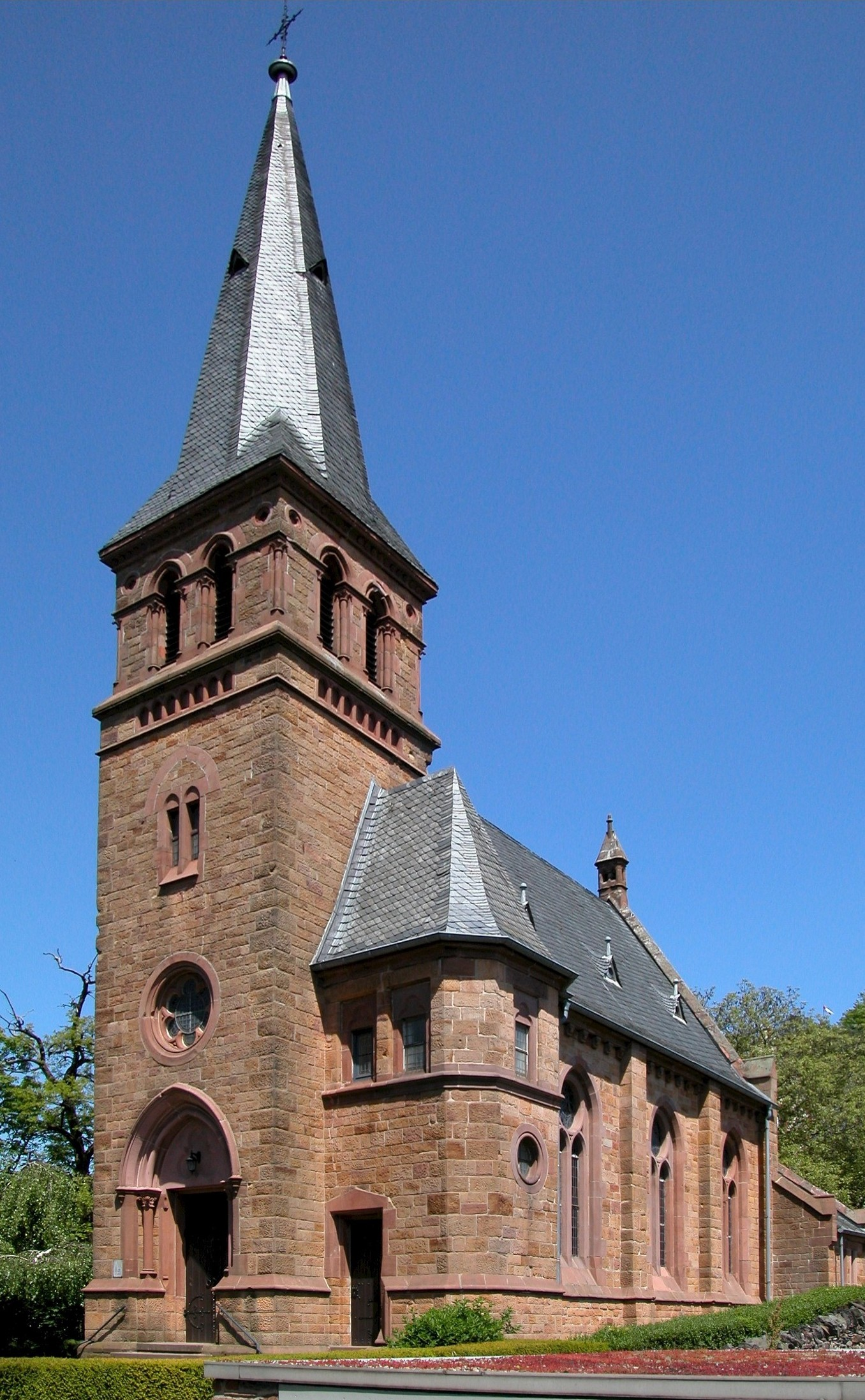
Евангелическая церковь
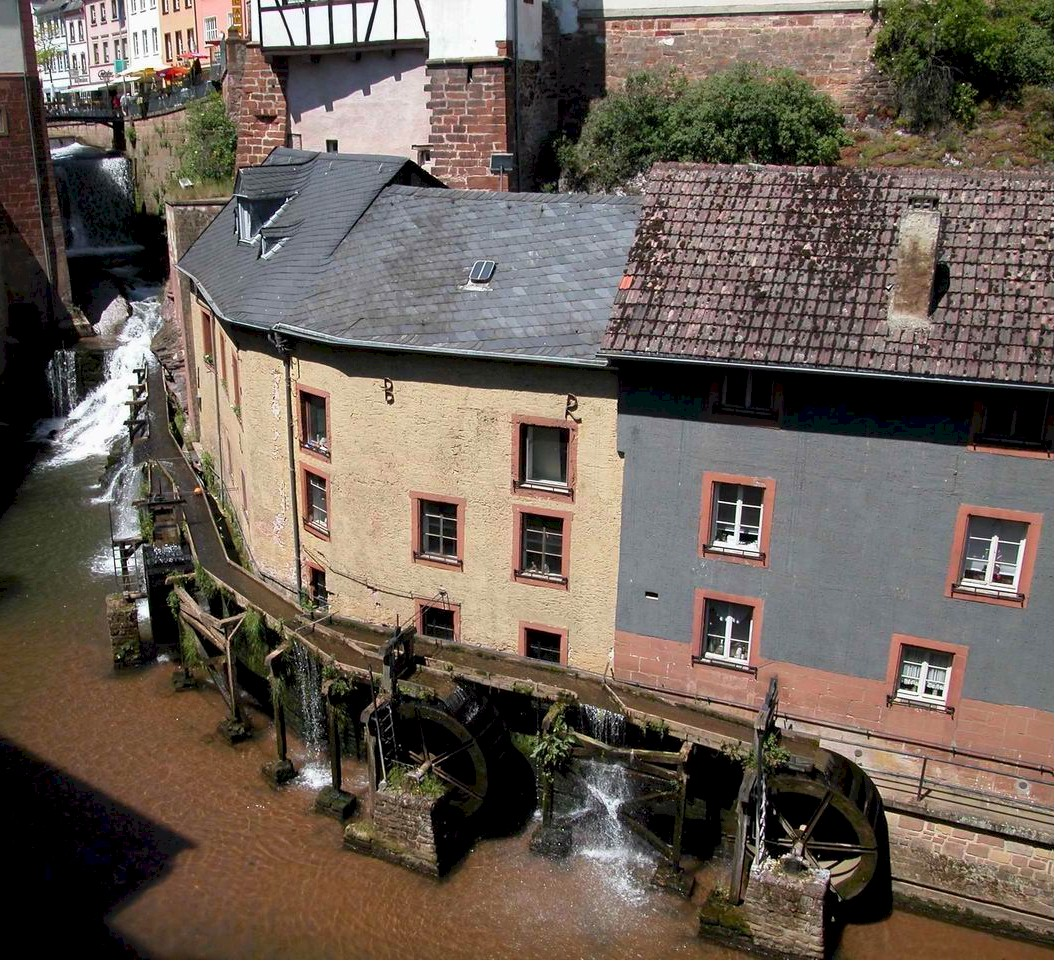
Хакенбергская мельница (музей)
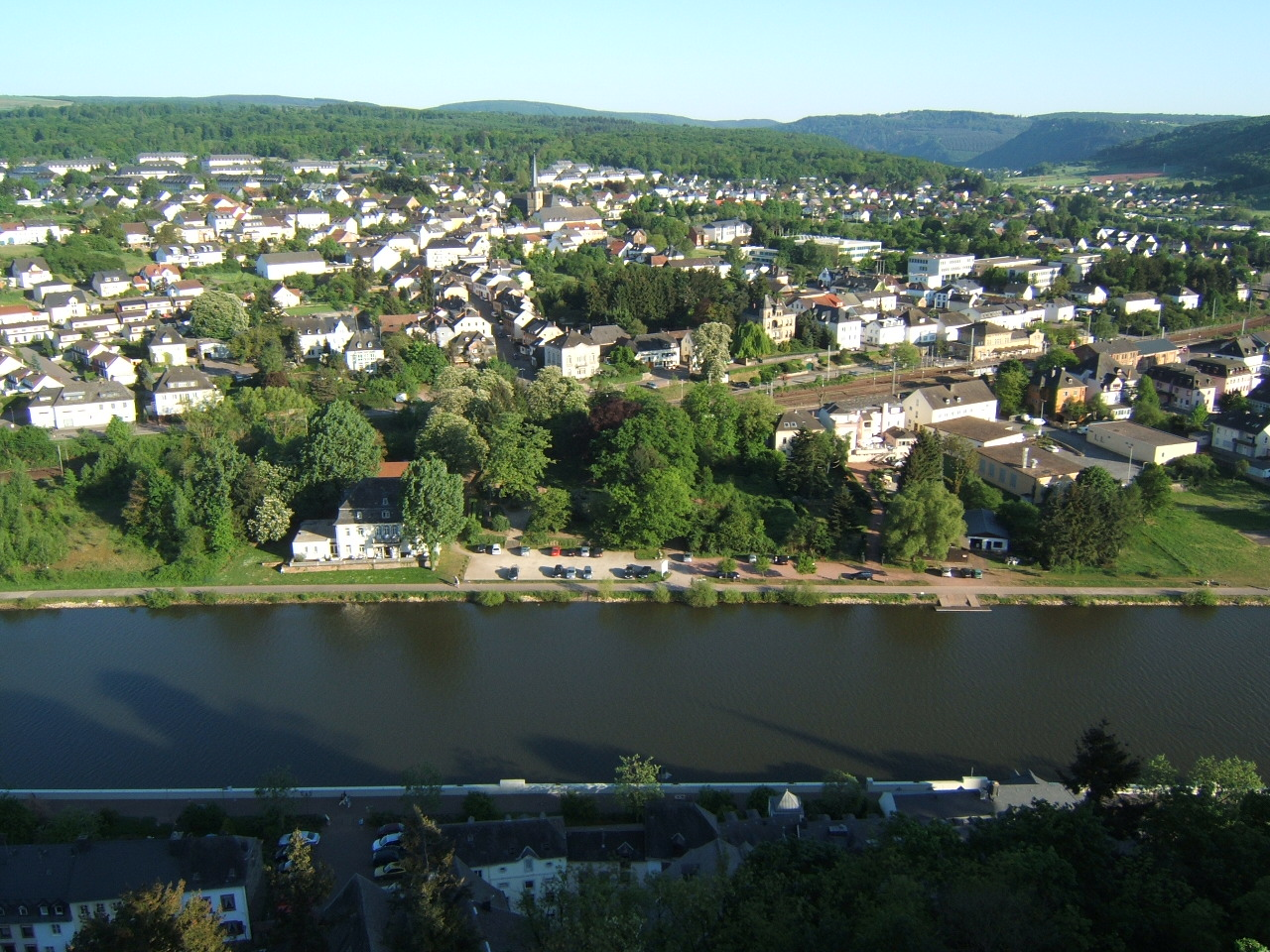
Район Бойриг
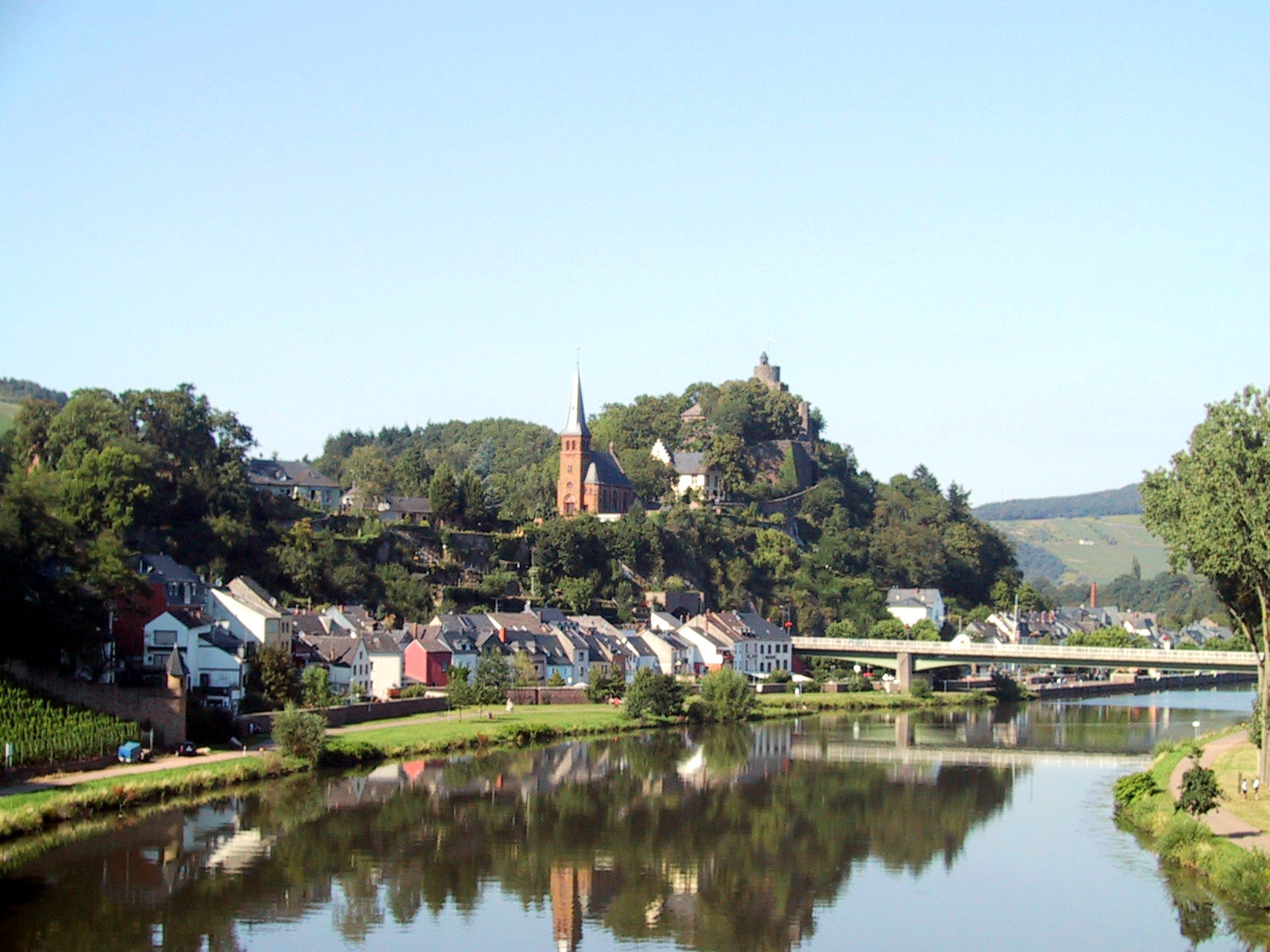
Саарбург
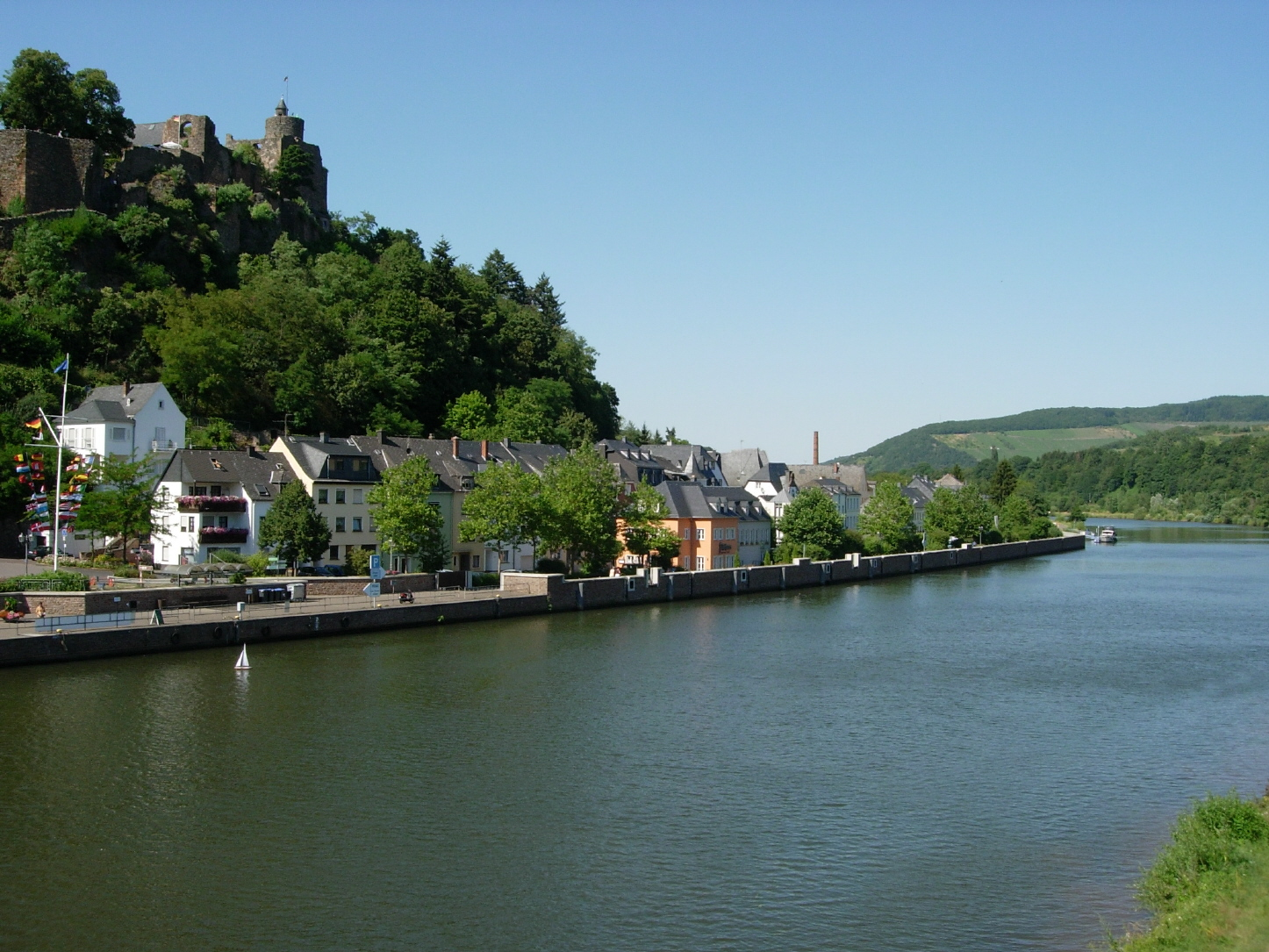
Панорама. Вид на район Нидерлойкен и реку Саар
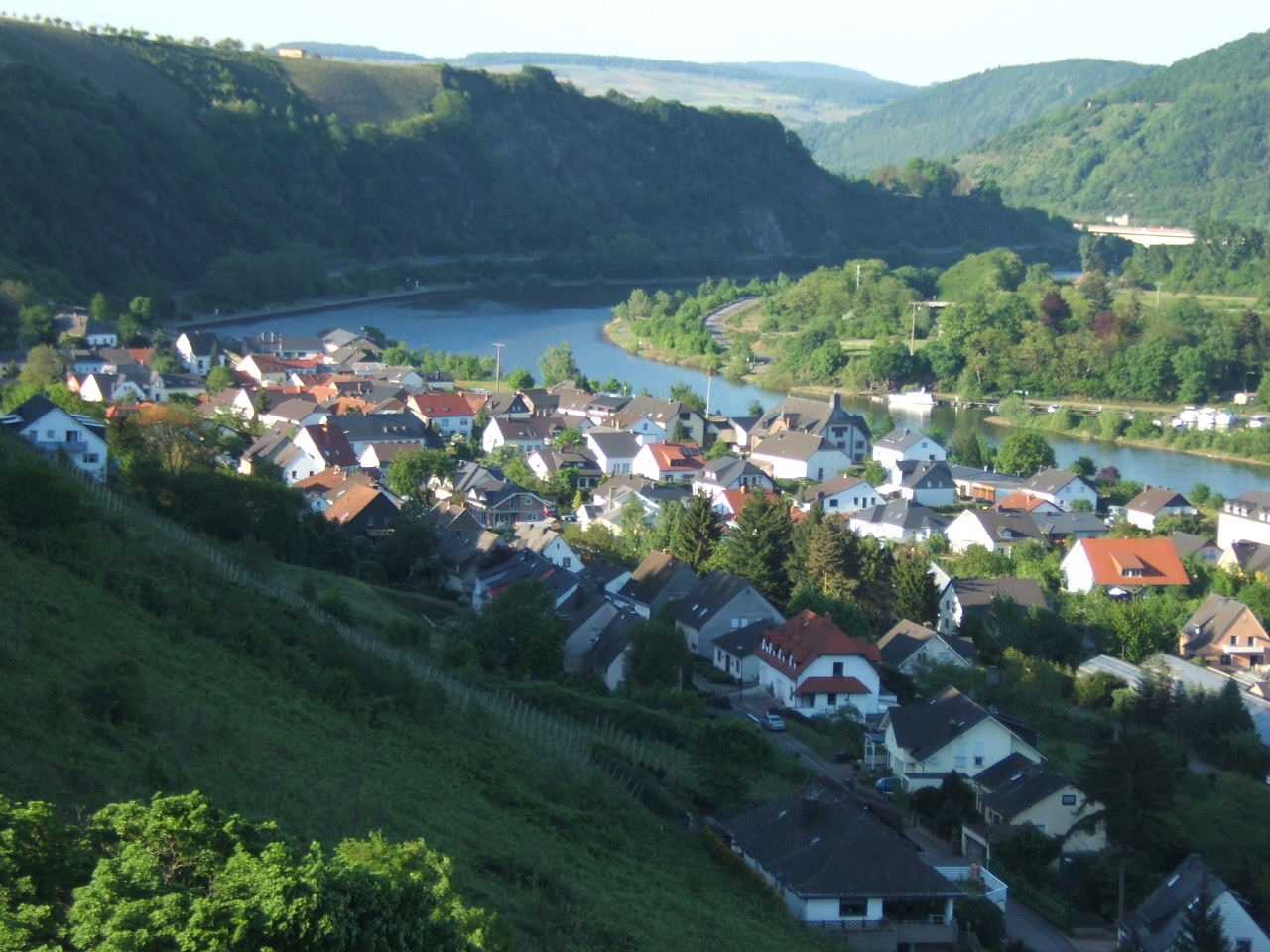
Район Нидерлойкен
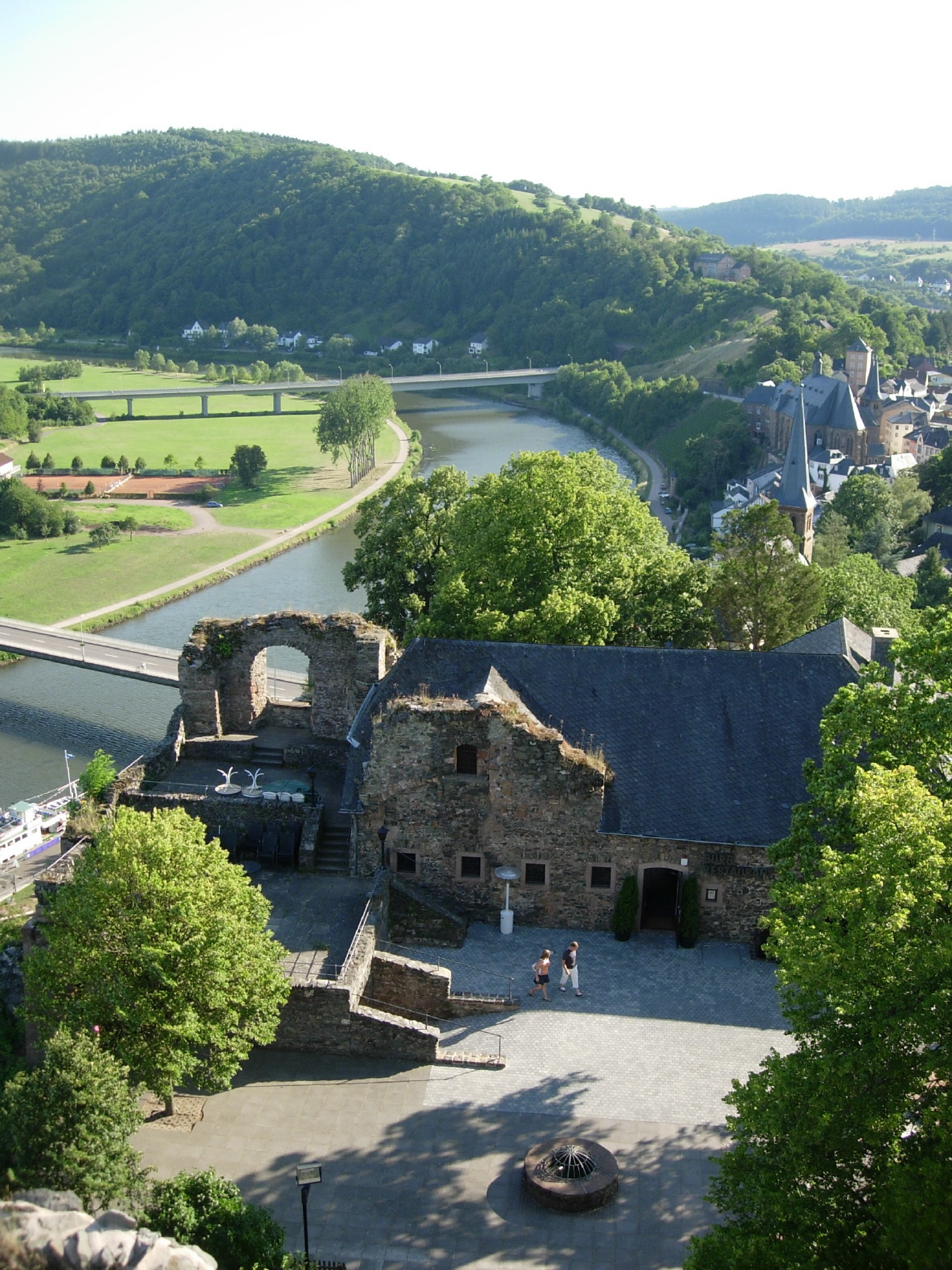
Панорама (вид с крепости)